# Data Encryption Standard

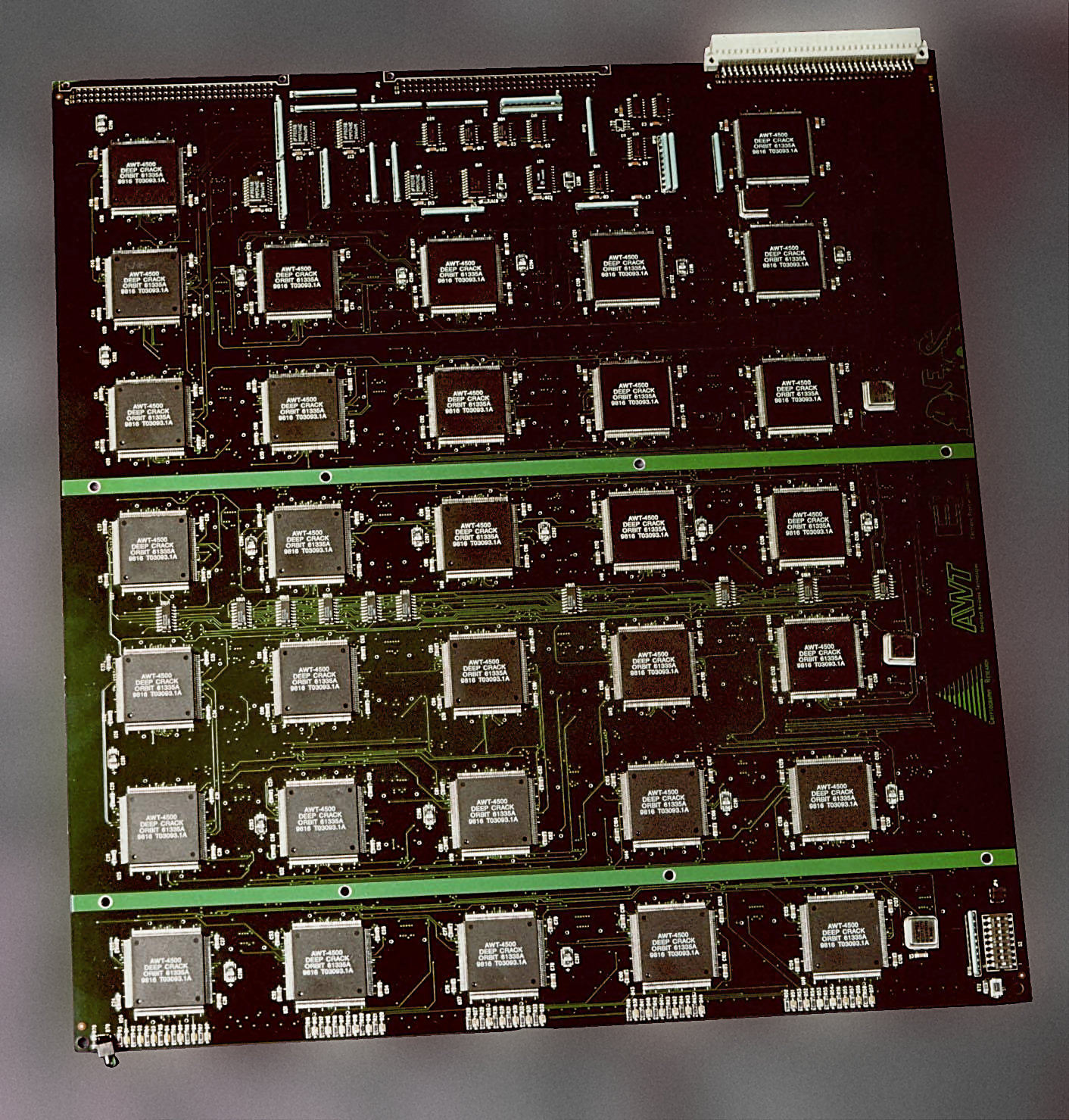
Printplaat met DeepCrack-chips die voor een brute force aanval werden gebruikt tegen DES

De Data Encryption Standard DES is een methode om gegevens met symmetrische cryptografie te versleutelen.
DES is gebaseerd op het algoritme Lucifer van de firma IBM en is in 1977 tot standaard verheven. DES werkt in de basisvorm met een sleutellengte van 64 bits: 56 bits en 8 controlebits, maar in 1995 is gebleken dat DES in de oorspronkelijke vorm niet meer betrouwbaar en veilig was.
Kenmerk van DES is dat de informatie die moet worden versleuteld in blokken wordt opgedeeld van ieder 64 bits, die in 16 stappen op gedefinieerde manieren door elkaar worden geschoven. De helft van de bits wordt in de meeste stappen via een xor-functie gemanipuleerd, waarbij zowel per stap de sleutel wisselt, als ook de groep van bits. 
Nadeel van de basisversie van DES is, dat bij dezelfde sleutel er bij dezelfde invoer altijd dezelfde uitvoer verschijnt. En aangezien er steeds in blokken van 64 bits wordt gewerkt, kunnen blokken van 64 bits dus met een ander blok van 64 bits worden overschreven, zodat een deel van het bericht wordt herhaald. Om dit tegen te gaan zijn extra maatregelen bedacht. 

## Veiligheid en cryptoanalyse
DES is vanaf het begin door een grote groep deskundigen gewantrouwd. Lucifer, waarop DES is gebaseerd, werkte met sleutels van 48, 64 of 128 bits lengte. Hierdoor zijn er aanvallen met brute force mogelijk. De beste aanval is sinds 2008 lineaire cryptoanalyse. Daarvoor moeten 243 klare teksten bekend zijn, maar de gebruikte sleutel is daarna met brute force in enkele uren gevonden.
DES werd desondanks als standaard voorzien van sleutels van maar 56 bits lengte. De National Security Agency NSA heeft hierin de hand gehad, waarschijnlijk om ervoor te zorgen dat DES-code voor de Amerikaanse overheid te kraken bleef. Toch bleek in de jaren 90 dat de aanpassingen door de NSA DES veiliger tegen bepaalde cryptografische aanvallen had gemaakt.
Kraken van standaard-DES is niet onhaalbaar, zeker niet voor een overheid. Projecten als SETI tonen aan dat het mogelijk is van rekenkracht te combineren, zeker als mensen mee willen werken om hun computer mee te laten doen. Dit type bedreiging staat wel bekend als de Chinese Loterij.
Om de sleutellengte en daarmee waarschijnlijk ook de veiligheid van DES te vergroten, heeft men een schakeling bedacht waarbij drie DES-algoritmes achter elkaar zijn geschakeld. Dit wordt 3DES-encryptiealgoritme, 3DES of Triple DES, genoemd. DES werd als encryptie-standaard vanwege de tekortkomingen opgevolgd door het veiliger geachte AES.

## Websites
- (en)  FIPS Publication.  46-3De Data Encryption Standard, 29 mei 2005 weggehaald, maar de website geeft doorverwijzingen naar de actuele adressen
- (en)  Data Encryption Standard (DES), 30 december 1993. gearchiveerd